# Danza Invisible
Danza Invisible és un grup espanyol de new wave. És considerat com una de les bandes que van formar part de l'entramat de la movida madrilenya durant els anys 1980 a Espanya.
És originari de Torremolinos i fou fundat per Ricardo Texidó provinent del grup Cámara, juntament amb Chris Navas i Manolo Rubio, provinents del grup punk Adrenalina el 1981. Poc després, va entrar a formar part Antonio Gil en la secció de guitarres. L'últim a incorporar-se al projecte de la mà de Ricardo Texidó va ser Javier Ojeda, qui va substituir Ricardo Texidó com a vocalista principal.
Es distingeixen dues etapes en la seva trajectòria musical: la primera es caracteritza per un so més alternatiu i avantguardista, inspirat en grups britànics com Simple Minds, U2 i The Police, o estatunidencs com Talking Heads o Blondie. La segona etapa es caracteritza per un acostament progressiu cap a la música africana, ballable i del Carib.

## Història
En els seus començaments van guanyar el premi com a millor grup en el concurs de rock Alcazaba, organitzat per l'ajuntament de Jerez de la Frontera, la qual cosa els va permetre gravar el seu primer senzill amb la cançó “Mis ojos hacia ti”. El primer àlbum d'estudi, Contacto interior, conté el seu so primigeni, amb temes com Tiempo de amor, i Ecos. Per tancar l'etapa amb Ariola, l'àlbum Maratón, que inclouria alguns dels seus millors temes com El ángel caído i El club del alcohol.
El 1986, signaren amb Twins, i editaren Música de Contrabando, entre les seves cançons destaquen, Agua sin sueño, El joven nostálgico i Sin aliento.
El seu primer disc doble en viu es va publicar el 1987, titulat Directo, gravat a la Sala Universal de Madrid.
El 1988 llançaren l'àlbum A tu alcance, que conté alguns dels seus temes més conegut; “Sabor de amor”, “Reina del Caribe” o la versió de Van Morrison “A este lado de la carretera”.
En 1990 van editar l'àlbum Catalina, on trobem temes tan importants per a la banda com "Naturaleza muerta", "En celo" i la versió de la cançó de Pablo Milanés "Yolanda" 
En 1993 editaren l'àlbum Clima Raro.
Al Compás De La Banda va ser el seu segon àlbum en directe, carregat amb més material de la segona etapa i com a resultat de l'enregistrament de dos concerts, un a Madrid, i l'altre a Màlaga.
En 1996 van gravar Por Ahora, amb la col·laboració de músics com Trevor Murrell a la bateria, els Kick Horns, en la secció de vents, i Mark Cotgrove en la percussió.
De 1998 destaca el seu àlbum En Equilibrio, disc que inclou temes versionats d'altres artistes, com a “Libro abierto” i “Por tu ausencia”.
L'estiu de 2001 llencen Efectos personales, un àlbum intimista on destaquen temes com “¿Cuánto, cuánto?” i “Pero ahora...”.
El seu darrer disc d'estudi Tía Lucía ha estat editat el març de 2010

## Integrants
- Javier Ojeda (vei)
- Chris Navas (baix)
- Manolo Rubio (guitarres i cors)
- Antonio L. Gil (guitarra i teclats)
- Nando Hidalgo (guitarra i cors)
- Miguelo Batún (bateria)
- Ricardo Texidó (bateria i cors)

## Discografia oficial

### Àlbums
- Sueños (1982)
- Contacto interior (1983)
- Lo mejor de Danza Invisible (1983)
- Al amanecer (1983)
- Maratón (1985)
- Música de contrabando (1986)
- Directo (1987)
- A tu alcance (1988)
- 1984-1989 (1989)
- Catalina (1990)
- Bazar (1991)
- Clima raro (1993)
- Al compás de la banda (1995)
- Por ahora (1996)
- En equilibrio (1998)
- Grandes éxitos (2000)
- Efectos personales (2001)
- Pura danza (2003)
- Tía Lucía (2010)
- Treinta Tacos (2012)
- Danza Total (2013)

### Senzills
- Tinieblas En Negro (1982)
- Tiempo De Amor (1983)
- Al Amanecer (1983)
- Danza Invisible (1983)
- El Ángel Caído (1985)
- Espuelas (1986)
- Sin aliento (1986)
- Ocio Y Negocio (1986)
- Agua Sin Sueño (1986)
- El Joven Nostálgico (1986)
- Hay Un Lugar (1987)
- El Fin Del Verano (1987)
- El Ángel Caído (1987)
- El Club Del Alcohol (1987)
- Reina del Caribe (1988)
- Sabor de amor (1988)
- A este lado de la carretera (1988)
- El brillo de una canción (1989)
- No Habrá Más Fiestas Para Mañana (1989)
- Catalina (1990)
- Soy Como Dos (1990, amb Los Secretos)
- Naturaleza muerta (1990, amb Los Raperos Del Sur)
- En celo (1990)
- Yolanda (1991)
- Diez Razones Para Vivir (1991)
- La Deuda De La Mentira (1991)
- Bodegón (1991)
- Fiesta Después De La Fiesta (1992)
- Solo El Amor Te Hará Llorar (1992)
- El Orden Del Mundo (1993)
- Amor De Madre (1993)
- Salsa Rosa (1993)
- La Estanquera Del Puerto (1994)
- Extraños De Madrugada (1996)
- A Sudar (1996)
- Por Ahí Se Va (1998)
- Junto A Ti (1998)
- Libro Abierto (1998)
- ¿Cuánto, Cuánto? (2001)
- Pero Ahora... (2001)